# Уханьский, Павел
Павел Уханьский (пол. Paweł Uchański; 1547 / 1548, Речь Посполитая — 1590, Константинополь, Османская империя) — польский шляхтич герба Радван, чиновник Речи Посполитой, дипломат, белзский воевода (1588—1590), белзский каштелян (1575), дрогобычский и красноставский староста (1574—1575), дипломатический представитель Речи Посполитой в Османской империи (1589), дипломатический представитель Речи Посполитой в Папской области, сотрудник кардинала Станислава Гозия во время его пребывания в Италии в 1569—1579 годах.
Сын Томаша, ловчего Белзского, племянник Якуба Уханьского, архиепископа Гнезненский и дважды интеррекса (междуцаря) Польши, и Арнольфа, воеводы Плоцкого.
Член Коронационного сейма 1587/1588 годов от Русского воеводства для коронации избранного короля Сигизмунда III Вазы.
Вероятно, последний представитель рода Уханьских .
Дочь Павла, Елена, была замужем за Николаем Даниловичем, государственным и военным деятелем Речи Посполитой, от брака с которой тот имел пять сыновей и трёх дочерей:
- София Данилович (1590—1642), 1-й муж староста ливский Адриан Радзиминский, 2-й муж подканцлер литовский Павел Стефан Сапега (ок. 1565—1635), 3-й муж с 1636 года маршалок великий коронный Лукаш Опалинский (1581—1654)
- Изабелла Данилович (род. 1592), жена с 1620 года канцлера великого коронного князя Ежи Оссолинского (1595—1650)
- Анна Данилович (1594 — после 1638), жена каштеляна калишского Каспера Зебжидовского (ум. 1649)
- Станислав Данилович (1596—1632), дворянин королевский (1622), староста червоногородский (1624)
- Пётр Данилович (1598—1645), подстолий коронный (1634), стольник коронный (1636), кравчий коронный (1638), староста кременецкий
- Николай Данилович (1600—1676), подстолий коронный и подкоморий хелмский (1645), староста червоноградский, перемышльский, грубешовский
- Франтишек Данилович (1605—1653), староста червоноградский
- Ян Николай Данилович (1607—1650), подстолий коронный (1620), подскарбий надворный коронный (1627), подскарбий великий коронный (1632), староста хелмский, пшемысльский, самборский, червоноградский и др.